# Mord (Schweiz)
Mord bezeichnet in der Schweiz ein Tötungsdelikt, das als Qualifikation der vorsätzlichen Tötung betrachtet wird.

## Systematik und Abgrenzung
Das schweizerische Strafgesetzbuch kennt für vorsätzliche Tötungsdelikte eine Dreiteilung: Das Grunddelikt ist die vorsätzliche Tötung nach Art. 111 Strafgesetzbuch (StGB), daneben gibt es den qualifizierten Tatbestand Mord nach Art. 112 StGB sowie den privilegierten Tatbestand Totschlag nach Art. 113 StGB. Während der Mord eine besonders verwerfliche vorsätzliche Tötung ist, liegen beim Totschlag gewisse entschuldbare Umstände für das Tötungsdelikt vor. Die Auffassung, dass die drei Artikel Qualifikationsstufen desselben Deliktes und nicht drei eigenständige Delikte beschreiben, ist in Lehre und Praxis unbestritten.
Diese Grundkonzeption basiert wie das gesamte Strafgesetzbuch auf Entwürfen des Schweizer Strafrechtlers Carl Stooss.

## Tatbestand
Die Mordqualifikation ist wie folgt umschrieben: «Handelt der Täter besonders skrupellos, sind namentlich sein Beweggrund, der Zweck der Tat oder die Art der Ausführung besonders verwerflich, so ist die Strafe lebenslängliche Freiheitsstrafe oder Freiheitsstrafe nicht unter zehn Jahren.» Die Tat muss also das Mass an Verwerflichkeit, das jedem Tötungsdelikt ohnehin innewohnt, noch übersteigen. Das Gesetz nennt keine fest umrissenen Mordmerkmale, sondern lässt dem Gericht bei der Qualifikation einen Ermessensspielraum. Der Strafrahmen für Mord reicht von 10 Jahren Freiheitsstrafe bis zu lebenslänglich. In der Praxis wird die lebenslängliche Freiheitsstrafe sehr selten verhängt.
Der Straftatbestand «Mord» ist abgeleitet von der vorsätzlichen Tötung und stellt einen qualifizierten Tatbestand dar. Die objektiven und subjektiven Tatbestandsmerkmale sind identisch. Der Unterschied ist das Qualifikationsmerkmal der besonderen Skrupellosigkeit. Die besondere Skrupellosigkeit ist zum einen durch eine besondere Verwerflichkeit der Tat, zum anderen durch das Fehlen von moralischen Bedenken des Täters gekennzeichnet. Begutachtet wird nur die Tat, nicht etwa ein besonders skrupelloser Tätercharakter. Eine abschliessende Definition von besonderer Skrupellosigkeit existiert nicht, wohl aber Indizien. Sie können in zwei Kategorien unterschieden werden:
Niedere Beweggründe:
- Habgier: Raub- und Auftragsmorde; Tötung zur Erlangung einer Erbschaft oder zum Teil aus wirtschaftlichen Gründen (etwa die Tötung des geschiedenen Partners, um keine Unterhaltsbeiträge entrichten zu müssen).
- Rache: Rache ist aber nur dann ein Mordmerkmal, wenn mit der Tötung ohne ernsthaften Grund Rache geübt wird, etwa Ehren- oder Eifersuchtsmorde. Wenn das Opfer den Täter kontinuierlich gedemütigt hat, liegt keine besondere Verwerflichkeit der Tat vor.[2]
- Extremer Egoismus: Als egoistisch in diesem Sinne wurde die Tötung des Ehemannes bewertet, um den Geliebten heiraten zu können[3] oder die Tötung der Tochter, um die Ehre des Vaters zu erhalten.[4]
- Eliminationsmord: Wenn jemand umgebracht wird, nur weil er lästig ist, ist die Tat besonders verwerflich im Sinne von Art. 112 StGB. Dasselbe gilt, wenn die Tötung dazu dient, eine Straftat zu vertuschen (das Opfer wird getötet, damit es nicht aussagen kann, oder ein Zeuge wird ausgelöscht).
- religiöser und politischer Fundamentalismus: Tötung von Menschen, nur weil sie nicht denselben Glauben oder dieselbe Gesinnung haben.
- Mordlust
- sexuelle Befriedigung

Neben dem Beweggrund ist relevant, ob die Tat in besonders verwerflicher Art und Weise begangen wurde. Indizien dafür können sein:
- Grausamkeit
- Heimtücke
- Einsatz von Gift, Feuer oder ähnlichen Tatmitteln
- Gemeingefährlichkeit
- Wehrlosigkeit Opfers
- Ausnutzen eines Vertrauens- und Abhängigkeitsverhältnisses

Es herrscht Einigkeit, dass die Mordqualifikation auch eventualvorsätzlich erfüllt werden kann (etwa wenn der Täter einer vorausgegangenen Straftat zur Sicherung seiner Flucht einen ungezielten Schuss in Richtung der Verfolger abgibt).

## Verjährung
Anders als nach dem Recht Deutschlands und Österreichs unterliegt nach dem Recht der Schweiz Mord der Verjährung; die Verjährungsfrist beträgt nach Art. 97 StGB 30 Jahre. Lediglich Völkermord im Sinne von Art. 264 verjährt nicht, da dies völkerrechtswidrig wäre.
In einer 2016 eingereichten Motion zur Änderung der Verjährungsfristen im Strafgesetzbuch, insbesondere für schwere Straftaten, die lebenslange Strafen nach sich ziehen, bezog der Bundesrat wie folgt Stellung:

«Die strafrechtliche Verjährung ist in den meisten Rechtsordnungen vorgesehen. Sie beruht in erster Linie auf dem Recht auf Vergebung und Vergessen und auf der heilenden Wirkung des Zeitablaufs. Das Interesse des Staates an der Rechtsverfolgung erlischt mit dem Laufe der Zeit, das Vergeltungsbedürfnis nimmt ab. Zudem kann sich die Persönlichkeit des Täters verändern. Es sprechen aber auch praktische Gründe für die Verjährung: Verstreicht zwischen dem Zeitpunkt der Tatbegehung und der Eröffnung des Strafverfahrens viel Zeit, so ist die Beweiserhebung viel schwieriger. Es besteht das Risiko, dass der rechtserhebliche Sachverhalt nicht oder nicht rechtsgenüglich aufgeklärt werden kann; die Gefahr eines Justizirrtums erhöht sich. […]»